# Солсбері (округ Геркаймер, Нью-Йорк)
Солсбері (англ. Salisbury) — місто (англ. town) в США, в окрузі Геркаймер штату Нью-Йорк. Населення — 1830 осіб (2020).

## Демографія
Згідно з переписом 2010 року, у місті мешкало 1958 осіб у 717 домогосподарствах у складі 513 родин. Було 960 помешкань
Расовий склад населення:
| - 97,9 % — білих - 0,3 % — корінних американців - 0,2 % — чорних або афроамериканців - 0,2 % — азіатів |

До двох чи більше рас належало 0,8 %. Частка іспаномовних становила 1,9 % від усіх жителів.
За віковим діапазоном населення розподілялося таким чином: 25,5 % — особи молодші 18 років, 61,8 % — особи у віці 18—64 років, 12,7 % — особи у віці 65 років та старші. Медіана віку мешканця становила 39,3 року. На 100 осіб жіночої статі у місті припадало 102,1 чоловіків;  на 100 жінок у віці від 18 років та старших — 104,3 чоловіків також старших 18 років.
Середній дохід на одне домашнє господарство  становив 54 243 долари США (медіана — 45 057), а середній дохід на одну сім'ю — 57 984 долари (медіана — 50 357). Медіана доходів становила 37 813 долари для чоловіків та 34 500 доларів для жінок. За межею бідності перебувало 7,3 % осіб, у тому числі 7,2 % дітей у віці до 18 років та 3,4 % осіб у віці 65 років та старших.
Цивільне працевлаштоване населення становило 952 особи. Основні галузі зайнятості: виробництво — 20,5 %, освіта, охорона здоров'я та соціальна допомога — 19,9 %, будівництво — 13,9 %, роздрібна торгівля — 10,9 %.